# Похищение скакуна
«Похищение скакуна» — советский фильм 1978 года, снятый на киностудии «Туркменфильм» режиссёром Халмамедом Какабаевым.

## Сюжет
1919 год. Туркестан. Гражданская война. На Туркестанском фронте под ударами Красной Армии белогвардейцы, басмачи и английские интервенты отступают. Но англичане намерены увести с собой всех чистокровных ахалтекинских скакунов. Для проведения операции из Англии прибывает полковник Кельвин, кавалерист, специалист по лошадям.
Тем временем, чтобы помешать врагам вывезти лошадей, ВЧК направляет в Ашхабад разведчика Курбана, тот связывается с местным подпольем большевиков, и начинает встречную операцию. Он неожиданно находит помощь Анны — молодой русской дворянки, которая пользуясь расположением английского полковника Кельвина, имеет возможность информировать Курбана о планах англичан.
Англичане обращаются к услугам конокрада Алихана, который уже успел среди прочих ахалтекинцев украсть и чистокровного скакуна по кличке Лачин.
Лачин принадлежал семье подростка Давлета, который ведя поиск питомца попадает в западню к конокраду Алихану, где он узнаёт, что конокрад связан с главарём басмаческой банды Али-ханом, который, зная, что англичане готовят вывоз коней, хочет обмануть англичан — выжидает момент, чтобы при перегоне табуна захватить его. Довлет и его друзья планируют освободить лошадей.
Курбан, Анна и Давлет с друзьями разрабатывают план по перехвату табуна… Курбан внедряется в банду Али-хана…

Сильный, благородный герой, не менее сильный, но еще и коварный враг, занимательная приключенческая интрига, включающая напряженные ситуации, неожиданные повороты сюжета, случайности, погони, слежки, весь этот набор основных элементов приключенческого жанра служит острому проявлению драматического сюжета. Его линии сходятся и соединяют героев то в доме Анны и в ставке англичан, то в стане Али-хана или городской чайхане, где собираются «свои» и «чужие» . Тогда на экране начинаются скачи или погони. Конечно, самая драматичная линия сюжета связана с участием красного разведчика. Герой попадает в ситуации, которые требуют от него проявления моральных и физических сил, тонко продуманной тактики.— Детское кино Туркменистана: монография / Галина Гельдыевна Агаева. — Ашхабад: Ылым, 1991. — 101 с. — с. 16

## В ролях
- Керим Аннанов — Довлет
- Баба Аннанов — Курбан
- Ион Шкуря — полковник Кельвин
- Артык Джаллыев — Алихан
- Акмурад Бяшимов — Гулам-ага
- Анатолий Игнатьев — Фёдор Иванович
- Миша Сиденко — Ефимка
- Юсуп Кулиев — Мурад
- Али Исмаилов — Рустам
- Ата Довлетов — Ата-ага
- Александр Титов — Егорыч
- Герман Бобровский — Эссертон
- Олег Василюк — Тони Рэйни
- Ораз Черкезов — Гандым
- Жанна Смелянская — Анна
- Худайберды Ниязов — Синаб
- Пиркули Атаев — главарь банды басмачей
- Ходжаберды Нарлиев — сын главаря

## Критика
Драматургия ленты вовсе не претендует на оригинальность изображения исторического материала. Кроме того, автор ощущает условность приключенческого жанра и отдает предпочтение романтическим краскам, как в описании событий, так и героев. Остросюжетное повествование, поддерживающее живой интерес к событиям на экране, безусловная заслуга режиссуры Х.Какабаева. Режиссерская мысль движется между романтической атмосферой действия и достоверностью предметной среды, между широтой охвата событий и психологизмом отдельных действующих лиц.— Детское кино Туркменистана: монография / Галина Гельдыевна Агаева. — Ашхабад: Ылым, 1991. — 101 с. — с. 16

Фильм X. Какабаева «Похищение скакуна», удачно сочетающий романтизм психологическую достоверность, поэтическое прославление природы и острую сюжетность. … Режиссёру удалось собрать на картине замечательный актёрский ансамбль, … облик Ашхабад и дивные пейзажи, снятые О. Вельдемурадовым, до сих пор захватывают зрителя.— Владимир Малышев — Кинематограф Туркменистана и ВГИК, 2019

## Фестивали и награды
- 1979 — XII Всесоюзный кинофестиваль — первая премия по разделу фильмов для детей и юношества[1].
- 1981 — Государственная премия Туркменской ССР за фильм — режиссёру Х. Какабаеву, оператору О. Вельмурадову и актёру А. Бяшимову[2].